# سرخ‌باله ریزپولک
سرخ‌باله ریزپولک (نام علمی: Pseudobarbus asper) نام یک گونه از سرده ریشک‌ماهی‌نماها است.